# ميشيل لوبيز
ميشيل لوبيز (بالهولندية: Michel Lopez)‏ (3 نوفمبر 1972 - ) هو لاعب كرة قدم هولندي في مركز الدفاع. شارك مع منتخب أروبا لكرة القدم.

## وصلات خارجية
- ميشيل لوبيز على موقع قاعدة بيانات كرة القدم.إي يو (الإنجليزية)
- ميشيل لوبيز على موقع ناشيونال فوتبول تيمز (الإنجليزية)